# László Fejes Tóth
László Fejes Tóth (* 12. März 1915 in Szeged; † 17. März 2005 in Budapest) war ein ungarischer Mathematiker.

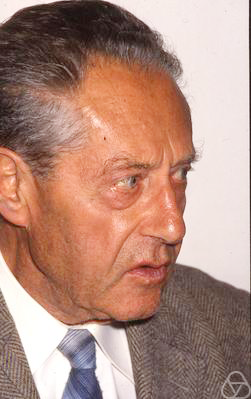
László Fejes Tóth, 1991.

## Leben
László Tóth ist bekannt für seine Arbeiten auf dem Gebiet der Konvexgeometrie und der endlichen Kugelpackungen. 1953 konnte er in einer Arbeit eine wichtige Grundlage zum Beweis der Keplerschen Vermutung liefern, indem er das Problem auf eine komplizierte Berechnung zurückführte. Er sagte auch voraus, dass der Beweis wahrscheinlich nur mit Computern geführt werden kann. Dies bewahrheitete sich, als später Thomas Hales einen computerunterstützten Beweis vorlegte. Des Weiteren stellte er die Wurstvermutung auf. Recht bekannt wurde auch seine alternative Bienenwabe, die gegenüber der realen deutlich weniger als ein Promille des Wachses einsparen würde. Seine Bienenwaben-Vermutung wurde von Thomas Hales bewiesen, der dabei ähnliche Methoden verwendete wie auch im Beweis der Kepler-Vermutung. Dort folgte er einem Weg, den schon Fejes Tóth selbst für die Lösung dieser Vermutung vorgeschlagen hatte.
Tóth war Professor in Budapest am Alfred Renyi Institut der ungarischen Akademie der Wissenschaften, das er nach dem Tod von Renyi von 1970 bis 1982 leitete. 1960/61 war er Gastprofessor an der Albert-Ludwigs-Universität Freiburg und 1963/64 an der University of Wisconsin. László Fejes Tóth ist der Vater des ebenfalls bekannten Mathematikers Gábor Fejes Tóth.
László Tóth war korrespondierendes Mitglied der Sächsischen Akademie der Wissenschaften und der Braunschweigischen Wissenschaftlichen Gesellschaft (seit 1977), auswärtiges Mitglied der Akademie der Wissenschaften der DDR und Mitglied der Ungarischen Akademie der Wissenschaften. 1977 erhielt er die Carl-Friedrich-Gauß-Medaille; am 11. Juni 1991 wurde ihm die Ehrendoktorwürde der Universität Salzburg verliehen.

## Werke

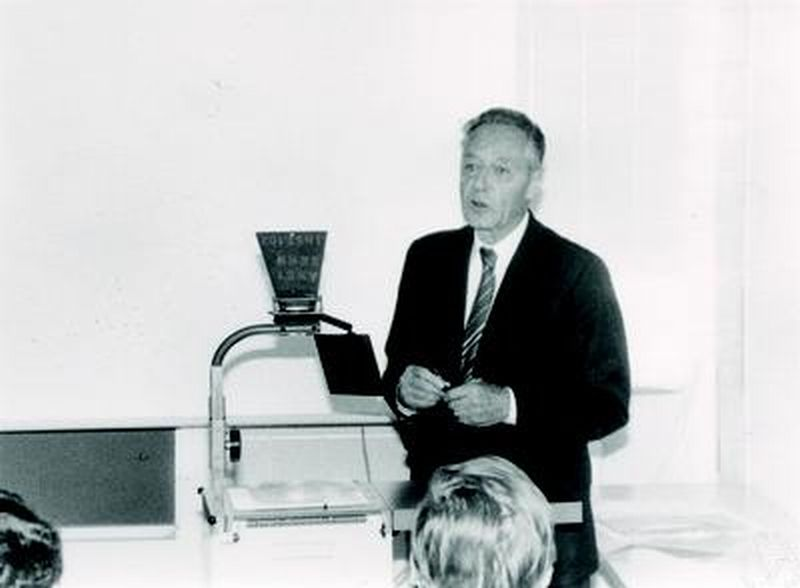
László Fejes Tóth, Wien 1987

- Lagerungen in der Ebene, auf der Kugel und im Raum. 2., verb. u. erw.  Auflage. Springer, Berlin, Heidelberg, New York 1972, ISBN 0-387-05477-4 (XI, 238 S.). Erstausgabe Julius Springer Verlag 1953 (älteres Standardwerk dieses Arbeitsgebiets).

- Regular Figures. Pergamon Press, Oxford 1964 (XI, 339 S.).

- Reguläre Figuren. Verlag der Ungarischen Akademie der Wissenschaften, Budapest 1965 (316 S., 13 Beilagen in Rückentasche).

- Regular Figures. Elsevier Science, Burlington 2014, ISBN 978-0-08-010058-6 (360 S.).